# Gare d’Harfleur
Gare d’Harfleur vasútállomás Franciaországban, Harfleur településen.

## Vasútvonalak
Az állomást az alábbi vasútvonalak érintik:
- Párizs–Le Havre-vasútvonal

## Kapcsolódó állomások
A vasútállomáshoz az alábbi állomások vannak a legközelebb:
- Gare du Havre
- Gare de Saint-Laurent - Gainneville